# Geraldo Del Rey
Geraldo Homem D'El Rey Silva (Ilhéus, 29 de outubro de 1930 – São Paulo, 25 de abril de 1993), mais conhecido como Geraldo Del Rey, foi um ator brasileiro.

## Biografia
Geraldo Del Rey fez curso de arte dramática na universidade, em Salvador. Enquanto estava estudando, o diretor Anselmo Duarte o convidou para o papel de "Bonitão", em O pagador de promessas (1962), um dos mais importantes filmes brasileiros de todos os tempos. Ele era conhecido como o "Alain Delon brasileiro", devido a sua semelhança com o ator francês.
Além de O pagador de promessas, Del Rey foi protagonista em dois filmes clássicos brasileiros: A grande feira, de 1961, dirigido por Roberto Pires, e Deus e o diabo na terra do sol, de 1964, dirigido por Glauber Rocha. Trabalhou ainda com o importante realizador português Paulo Rocha no filme Mudar de Vida, onde interpreta o papel de um pescador regressado da guerra de Angola. 
Na metade dos anos 1960, Geraldo Del Rey trabalhou na televisão, em diversas novelas da TV Tupi e Excelsior. No início dos anos 1970, em virtude do seu engajamento político, foi mandado embora da Rede Globo e sua carreira entrou em declínio. Precisando de trabalho, aceitou papéis secundários, como na novela jovem Braço de Ferro, na TV Bandeirantes em 1983. Nos anos 1990, voltou à Rede Globo, onde, ironicamente, atuou na minissérie Anos Rebeldes, cujo pano de fundo era a ditadura militar instalada no Brasil nos anos 1960 e 70.
Em 1963, casou-se com a jornalista e apresentadora gaúcha Tânia Carvalho, com quem teve um filho, Fabiano Carvalho Del Rey em 1967. Divorciaram-se em 1970 e Tânia voltou para Porto Alegre, onde tornou-se uma das mais importantes personalidades televisivas do Rio Grande do Sul.
Geraldo Del Rey morreu em 25 de abril de 1993, em decorrência de um câncer de pulmão. Foi sepultado no Cemitério de Vila Mariana, em São Paulo.

## Carreira

### Cinema
| Ano  | Título                                       | Personagem            |
| ---- | -------------------------------------------- | --------------------- |
| 1950 | Somos dois                                   | —                     |
| 1959 | Redenção                                     | Newton                |
| 1960 | Bahia de Todos os Santos                     | Manuel                |
| 1961 | A Grande Feira                               | Ronny                 |
| 1962 | Tocaia no Asfalto                            | Deputado Ciro         |
| 1962 | O Pagador de Promessas                       | Bonitão               |
| 1963 | Sol sobre a Lama'                            | Valente               |
| 1964 | Deus e o Diabo na Terra do Sol               | Manoel                |
| 1964 | Lampião, o Rei do Cangaço                    | —                     |
| 1965 | Entre o Amor e o Cangaço                     | Joviano               |
| 1965 | Menino de Engenho                            | Juca                  |
| 1966 | Cristo de Lama                               | Aleijadinho           |
| 1966 | O Santo Milagroso                            | Dito                  |
| 1966 | Mudar de Vida                                | Adelino               |
| 1967 | O Vigilante em Missão Secreta                | —                     |
| 1968 | Bebel, Garota Propaganda                     | Marcelo               |
| 1969 | Um uísque antes, um cigarro depois           | João                  |
| 1970 | Anjos e Demônios                             | Henrique              |
| 1971 | Ana Terra                                    | Pedro Missioneiro     |
| 1973 | Um Homem Tem que ser Morto                   | —                     |
| 1975 | A carne                                      | Lopes Matoso          |
| 1975 | Núpcias Vermelhas                            | Carlos                |
| 1980 | A Idade da Terra                             | Cristo Revolucionário |
| 1980 | Asa Branca - Um Sonho Brasileiro             | Pai de Asa            |
| 1984 | Garota Dourada                               | Águia                 |
| 1988 | Dedé Mamata                                  | Carlos Marighella     |
| 1988 | Os Heróis Trapalhões - Uma Aventura na Selva | Rei                   |

### Televisão
| Ano  | Título                       | Personagem                 | Notas                         | Emissora      |
| ---- | ---------------------------- | -------------------------- | ----------------------------- | ------------- |
| 1963 | Um Dia… Talvez               | —                          |                               |               |
| 1964 | Ilsa                         | Carlos                     |                               | TV Excelsior  |
| 1965 | Em Busca da Felicidade       | —                          |                               | TV Excelsior  |
| 1965 | O Céu É de Todos             | Dani                       |                               | TV Excelsior  |
| 1965 | Pecado de Mulher             | —                          |                               | TV Excelsior  |
| 1965 | Vidas Cruzadas               | Marcelo                    |                               | TV Excelsior  |
| 1966 | Abnegação                    | Celso                      |                               | TV Excelsior  |
| 1966 | Anjo Marcado                 | Otávio                     |                               | TV Excelsior  |
| 1967 | Os Miseráveis                | Marius                     |                               | Band          |
| 1968 | A Gata de Vison              | Gino Falconi               |                               | TV Globo      |
| 1969 | A Última Valsa               | Arquiduque Rodolfo         |                               | TV Globo      |
| 1969 | Véu de Noiva                 | Luciano                    |                               | TV Globo      |
| 1970 | E Nós, Aonde Vamos?          | Tadeu                      |                               | Rede Tupi     |
| 1971 | Editora Mayo, Bom Dia        | Rubens                     |                               | Record        |
| 1971 | Sol Amarelo                  | Januário                   |                               | Record        |
| 1972 | Camomila e Bem-Me-Quer       | Gustavo                    |                               | Rede Tupi     |
| 1972 | Os Fidalgos da Casa Mourisca | Jorge                      |                               | Record        |
| 1973 | Divinas & Maravilhosas       | Fabiano Fleury             |                               | Rede Tupi     |
| 1973 | Rosa dos Ventos              | Tchep                      |                               | Rede Tupi     |
| 1974 | A Barba Azul                 | Rafael                     |                               | Rede Tupi     |
| 1975 | O Sheik de Ipanema           | Bobby                      |                               | Rede Tupi     |
| 1975 | Vila do Arco                 | vereador Sebastião Freitas |                               | Rede Tupi     |
| 1976 | Canção para Isabel           | Dr. Aírton                 |                               | Rede Tupi     |
| 1978 | Roda de Fogo                 | Joel                       |                               | Rede Tupi     |
| 1979 | O Todo-poderoso              | Cláudio                    |                               | Band          |
| 1979 | Casa Fantástica              | Pai                        |                               | Rede Tupi     |
| 1982 | A Leoa                       | Donato                     |                               | SBT           |
| 1983 | Braço de Ferro               | Dr. Álvaro                 |                               | Band          |
| 1984 | Joana                        | Vicente                    |                               | Rede Manchete |
| 1986 | Cambalacho                   | Dr. Carlos Calux           | Participação Especial         | TV Globo      |
| 1988 | Chapadão do Bugre            | Lico                       |                               | Band          |
| 1989 | Capitães da Areia            | Pai Pedro                  |                               | Band          |
| 1989 | Colônia Cecília              | Egício Cini                |                               | Band          |
| 1989 | Cortina de Vidro             | Romão                      |                               | SBT           |
| 1990 | Escrava Anastácia            | Teodoro                    |                               | Rede Manchete |
| 1990 | Fronteiras do Desconhecido   | Teodoro                    | Episódio: "Escrava Anastácia" | Rede Manchete |
| 1990 | Lua Cheia de Amor            | Túlio                      |                               | TV Globo      |
| 1992 | Anos Rebeldes                | Orlando Damasceno          |                               | TV Globo      |
| 1992 | Pedra Sobre Pedra            | Sebastião                  |                               | TV Globo      |

## Teatro[3]
- 1957 - Édipo Rei
- 1958 - Almanjarra
- 1959 - A Dama das Camélias
- 1959 - Auto da Compadecida
- 1959 - O Santo e a Porca
- 1960 - A Ópera dos Três Tostões
- 1961 - José, do Parto à Sepultura
- 1962 - A Morte do Caixeiro Viajante
- 1962 - A Revolução dos Beatos
- 1963 - César e Cleópatra
- 1963 - Onde Canta o Sabiá
- 1965 - O Santo Milagroso
- 1965 - Os Ossos do Barão
- 1965/1966 - Tchin-Tchin
- 1966 - As Fúrias
- 1966 - Manhãs de Sol
- 1967 - Black out
- 1972 - Os Amantes de Viorne
- 1975 - Lição de Anatomia
- 1973 - O Verdugo
- 1975 - Domingo, Zeppellin
- 1976 - À Flor da Pele
- 1983 - O Leito Nupcial
- 1984 - Tartufo, o Pecado de Molière